# Charles Momsen

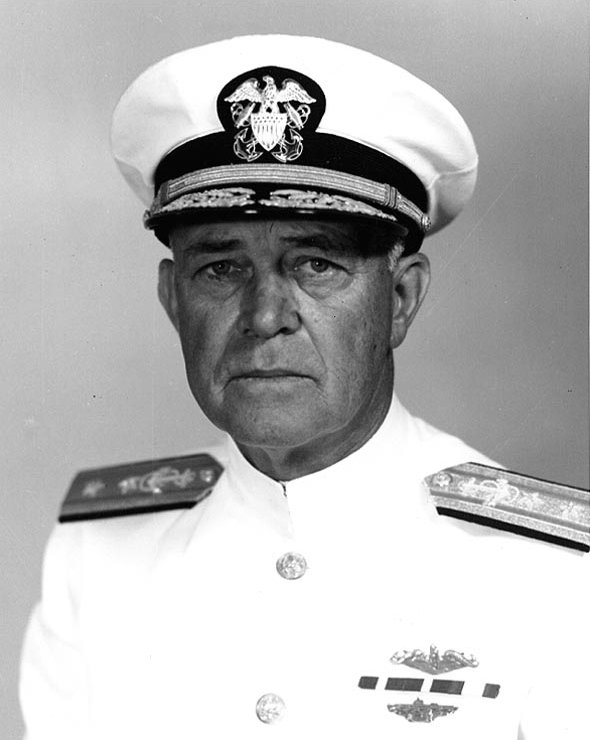
Charles B. Momsen 1953

Charles Bowers Momsen (* 21. Juni 1896 in Flushing, New York; † 25. Mai 1967) war ein US-amerikanischer Vizeadmiral und Pionier der U-Boot-Rettung für die United States Navy. Er konstruierte die Momsen-Lunge.

## Lebenslauf
Von seinen Marinekameraden wegen seiner nordeuropäischen Abstammung (Dänemark und Norddeutschland) „Swede“ Momsen genannt, machte er sich einen Namen durch verschiedene Umstrukturierungen in der U.S. Navy sowie durch mehrere erfolgreiche Geräte zur Bergung von Personal aus gesunkenen U-Booten. Besonders zu erwähnen sind die Momsen-Lunge (Tauchretter) und die McCann-Rettungsglocke, die aus politischen Gründen nicht nach Momsen benannt wurde. Momsen experimentierte ebenfalls mit verschiedenen Atemgasmischungen für Taucher, um die gefürchtete Taucherkrankheit zu vermeiden. Momsen beeinflusste stark die Entwicklung der modernen U-Bootflotte der US-Navy und war an der Entwicklung der Albacore beteiligt.

## Ehrungen
Die Momsen, ein Zerstörer der Arleigh-Burke-Klasse der U.S. Navy, wurde 2003 zu seinen Ehren benannt. Momsen ist Träger der Navy Distinguished Service Medal.